# Lijst van voetbalinterlands Afghanistan - Maleisië
Deze lijst van voetbalinterlands is een overzicht van alle officiële voetbalinterlands tussen de nationale teams van Afghanistan en Maleisië. De landen hebben tot nu toe drie keer tegen elkaar gespeeld. De eerste ontmoeting was op 20 oktober 2008 tijdens een vriendschappelijk toernooi in Petaling Jaya. Het laatste duel, eveneens een vriendschappelijke wedstrijd, vond plaats op 23 maart 2019 in Kuala Lumpur.

## Wedstrijden
| № | Plaats        | Datum           | Competitie        | Wedstrijd              | Uitslag |
| - | ------------- | --------------- | ----------------- | ---------------------- | ------- |
| 1 | Petaling Jaya | 20 oktober 2008 | Vriendschappelijk | Maleisië − Afghanistan | 6 − 0   |
| 2 | Shah Alam     | 11 oktober 2016 | Vriendschappelijk | Maleisië − Afghanistan | 1 − 1   |
| 3 | Kuala Lumpur  | 23 maart 2019   | Vriendschappelijk | Maleisië − Afghanistan | 2 − 1   |

## Samenvatting
| Competitie        | Totaal gespeeld | Winst Afghanistan | Gelijk | Winst Maleisië | Doelsaldo Afghanistan – Maleisië |
| ----------------- | --------------- | ----------------- | ------ | -------------- | -------------------------------- |
| Vriendschappelijk | 3               | 0                 | 1      | 2              | 2 − 9                            |
| Totaal            | 3               | 0                 | 1      | 2              | 2 − 9                            |

Wedstrijden bepaald door strafschoppen worden, in lijn met de FIFA, als een gelijkspel gerekend.
FFA · A-internationals · Afghaans vrouwenelftal
1940 - 1949 · 
1950 - 1959 · 
1960 - 1969 · 
1970 - 1979 · 
1980 - 1989 · 
1990 - 1999 · 
2000 – 2009 · 
2010 – 2019
Bangladesh ·
Bhutan ·
Cambodja ·
China ·
Filipijnen ·
Hongkong ·
India ·
Indonesië ·
Irak ·
Iran ·
Japan ·
Jordanië ·
Kirgizië ·
Koeweit ·
Laos ·
Libanon ·
Luxemburg ·
Malediven ·
Maleisië ·
Mongolië ·
Nepal ·
Noord-Korea ·
Oman ·
Pakistan ·
Palestina ·
Qatar ·
Saoedi-Arabië ·
Singapore ·
Sri Lanka ·
Syrië ·
Tadzjikistan ·
Taiwan ·
Thailand ·
Turkmenistan ·
Vietnam ·
Zuid-Korea
FAM · 
A-internationals · 
Maleisisch vrouwenelftal
Afghanistan ·
Algerije ·
Australië ·
Bahrein ·
Bangladesh ·
Bhutan ·
Bosnië en Herzegovina ·
Brazilië ·
Brunei ·
Cambodja ·
Canada ·
China ·
Engeland ·
Fiji ·
Filipijnen ·
Finland ·
Ghana ·
Hongkong ·
India ·
Indonesië ·
Irak ·
Iran ·
Israël ·
Jamaica ·
Japan ·
Jemen ·
Jordanië ·
Kenia ·
Kirgizië ·
Koeweit ·
Laos ·
Lesotho ·
Libanon ·
Liberia ·
Libië ·
Liechtenstein ·
Macau ·
Malediven ·
Marokko ·
Mongolië ·
Myanmar ·
Nepal ·
Nieuw-Zeeland ·
Noord-Korea ·
Oezbekistan ·
Oman ·
Oost-Timor ·
Pakistan ·
Palestina ·
Papoea-Nieuw-Guinea ·
Qatar ·
Saoedi-Arabië ·
Salomonseilanden ·
Senegal ·
Singapore ·
Sri Lanka ·
Syrië ·
Tadzjikistan ·
Taiwan ·
Thailand ·
Turkije ·
Turkmenistan ·
Uruguay ·
Verenigde Arabische Emiraten ·
Vietnam ·
Zuid-Korea ·
Zuid-Vietnam ·
Zweden